# Tha Carter III
Tha Carter III es el sexto álbum de estudio del rapero estadounidense Lil Wayne, estrenado el 10 de junio de 2008 por Cash Money Records. La portada del álbum muestra una fotografía de Lil Wayne de bebé, y es similar a portadas de otros álbumes de hip-hop como Illmatic y Ready to Die.
El álbum debutó en el número 1 del Billboard 200, vendiendo 1.005.545 copias en su primera semana. Consiguió 2.88 millones de ventas a final de 2008 y produjo cuatro sencillos que tuvieron éxito en las listas. Desde su lanzamiento, Tha Carter III recibió aclamación general de los críticos, y recibió numerosos reconocimientos, incluyendo un Grammy al mejor álbum de rap en los Premios Grammy de 2009.

## Recepción

### Rendimiento comercial
Con unas ventas aproximadas de 423 000 copias el primer día, el álbum vendió 1.005.545 copias en su primera semana en los Estados Unidos. Se convirtió en el álbum con el mayor número de ventas en su primera semana en EE. UU. en 2008, y el primer álbum en sobrepasar el millón de ventas en una semana desde The Massacre de 50 Cent. Tha Carter III también alcanzó la cima del Canadian Albums Chart, vendiendo 21 000 unidades. En el resto del mundo, el álbum tuvo un éxito moderado, llegando al puesto 23 en el Reino Unido y al 34 en el Irish Albums Chart. En la segunda semana, el álbum vendió 309 000 copias, convirtiéndose en el álbum más vendido de Lil Wayne hasta la fecha.
Tha Carter III vendió aproximadamente 2.88 millones de copias en 2008, convirtiéndose en el álbum más vendido de 2008. El 12 de febrero de 2009, el álbum fue certificado triple platino por la RIAA, tras haber vendido 3 millones de unidades. En julio de 2011, Tha Carter III había vendido 3.6 millones de copias en EE. UU.

### Recepción de los críticos
Tha Carter III recibió aclamación general de los críticos. Acumula un total de 84 puntos sobre 100 sobre la base de sus críticas, lo que indica "aclamación universal", de acuerdo con Metacritic. 

### Reconocimientos
Tha Carter III se clasificó en el primer puesto en la lista de Blender de los mejores álbumes de 2008. También se clasificó en la tercera posición de la lista de los 50 mejores álbumes de 2008 según Rolling Stone. La revista Billboard lo clasificó en el puesto 103.º de los 200 mejores álbumes de la década. En los Premios Grammy de 2009, fue nominado a Álbum del año y Mejor álbum de rap, ganando esta última categoría. Además, "Lollipop" ganó en la categoría Mejor actuación de rap y "A Milli" ganó en Mejor actuación de rap en solitario.

## Lista de canciones
| N.º   | Título                                                 | Escritor(es)                                                                            | Productor(es)            | Duración |  |
| 1.    | «3 Peat»                                               | Dwayne Carter, Vaushaun Brooks, Colin Westover                                          | Maestro                  | 3:19     |  |
| 2.    | «Mr. Carter» (con Jay-Z)                               | Carter, Andrews Correa, Sha Ron Prescott, Shawn Carter, Marco Rodríguez                 | DJ Infamous, Drew Correa | 5:16     |  |
| 3.    | «A Milli»                                              | Carter, Shondrae Crawford, Quentin Cook, C. Hester                                      | Bangladesh               | 3:41     |  |
| 4.    | «Got Money» (con T-Pain)                               | Carter, Faheem Najm, Juan Salinas, Óscar Salinas                                        | Play-N-Skillz            | 4:04     |  |
| 5.    | «Comfortable» (con Babyface)                           | Carter, Kanye West, Kenneth Edmonds                                                     | Kanye West               | 4:25     |  |
| 6.    | «Dr. Carter»                                           | Carter, Kasseem Dean, David Axelrod                                                     | Swizz Beatz              | 4:24     |  |
| 7.    | «Phone Home»                                           | Carter, Andre Lyon, Marcello Valenzano, Eddie Montilla                                  | Cool & Dre               | 3:11     |  |
| 8.    | «Tie My Hands» (con Robin Thicke)                      | Carter, Robin Thicke                                                                    | Robin Thicke             | 5:19     |  |
| 9.    | «Mrs. Officer» (con Bobby V)                           | Carter, Darius Harrison, Bobby Wilson                                                   | Deezle                   | 4:47     |  |
| 10.   | «Let The Beat Build»                                   | Carter, West, Harrison, Edward Kendrick                                                 | Kanye West, Deezle       | 5:09     |  |
| 11.   | «Shoot Me Down» (con D. Smith)                         | Carter, D. Smith                                                                        | D. Smith                 | 4:29     |  |
| 12.   | «Lollipop» (con Static Major)                          | Carter, Stephen Garrett, James Scheffer, Harrison                                       | Jim Jonsin, Deezle       | 4:59     |  |
| 13.   | «La La» (con Brisco y Busta Rhymes)                    | Carter, Lavell Crump, British Mitchell, Trevor Smith                                    | David Banner             | 4:21     |  |
| 14.   | «Playing With Fire» (con Betty Wright)                 | Carter, Nicholas Warwar, Jason Desrouleaux, Betty Wright                                | StreetRunner             | 4:21     |  |
| 15.   | «You Ain't Got Nuthin'» (con Juelz Santana y Fabolous) | Carter, John Jackson, Alan Maman, LaRon James, Harrison                                 | The Alchemist, Deezle    | 5:27     |  |
| 16.   | «Dontgetit»                                            | Carter, Gloria Caldwell, Sol Marcus, Rodnae Young, Eunice Waymon, Benne Benjamin, Mousa | Rodnae                   | 9:52     |  |
| 76:31 |                                                        |                                                                                         |                          |          |  |

## Listas

### Listas semanales
| Lista (2008)                 | Posición máxima |
| ---------------------------- | --------------- |
| Australian Albums Chart      | 47              |
| Canadian Albums Chart        | 1               |
| Dutch Albums Chart           | 21              |
| Estados Unidos Billboard 200 | 1               |
| French Albums Chart          | 25              |
| German Albums Chart          | 29              |
| Irish Album Chart            | 34              |
| UK Album Chart               | 23              |

| País           | Proveedor | Certificación (ventas) |
| -------------- | --------- | ---------------------- |
| Canadá         | CRIA      | Platino x2             |
| Estados Unidos | RIAA      | Platino x3             |
| Reino Unido    | BPI       | Oro                    |